# Хэннон, Нил
Нил Хэннон (род. 7 ноября 1970, Лондондерри, Северная Ирландия) — музыкант из Северной Ирландии, лидер и единственный бессменный участник группы The Divine Comedy, играющей музыку в жанрах барокко-поп и барокко-рок. Помимо участия в группе, известен как автор музыки к фильмам и сериалам.

## Ранние годы
Нил Хэннон родился в североирландском городе Лондондерри в 1970 году. Отец — протестантский священник Брайон Хэннон, принадлежащий к англиканской Церкви Ирландии. В 1982 году Брайан Хэннон получил сначала пост настоятеля собора в Клохере, Северная Ирландия, а затем и титул епископа Клохера, из-за чего семья переехала в близлежащий городок Эннискиллен. Там Нил Хэннон закончил Королевскую школу Портор, в которой ранее учились Оскар Уайлд и Сэмюэл Беккет. По словам Хэннона, первую песню он написал в 13 лет, а группу собрал во многом для социализации и общения с другими людьми.

## Музыкальная карьера
Музыкальная карьера Хэннона неотрывно связана с группой The Divine Comedy. Основав её в 1989 году, он выпустил 13 альбомов. Карьера началась с неудачного альбома в жанре джэнгл-поп, после чего Хэннон заметно изменил направленность своего творчества. Со второго альбома и дальше, Хэннон придерживается жанра барокко-поп, совмещая оркестровую музыку и классические гитарные мотивы с современными трендами. Отличительной чертой текстов являются множество культурных (в основенности — литературных) отсылок. Некоторые альбомы посвящены остросоциальным темам, например, мизогинии, социальной вражде и влиянию машин на повседневную жизнь.
Хэннон получил массовое признание во второй половине 1990-х годов с выходом его третьего альбома «Casanova». С тех пор все его альбомы попадали в британские чарты,  где «Foreverland» достиг 7 места, а «Office Politics» — 5 места.
Помимо музыкальной карьеры в The Divine Comedy, Хэннон сотрудничал с многими другими музыкантами. В частности, он участвовал в концертах и альбомных записях Яна Тирсена, появился на альбоме «Reload» Тома Джонса, вместе с Нилом Теннантом участвовал в записи альбома Робби Уильямса «I’ve Been Expecting You», написал песню для Шарлотты Генсбур и сотрудничал с группой Air как музыкант и автор текстов. Помимо этого, Хэннон вместе с другим ирландским музыкантом, Томасом Уэлшем из группы «Pugwash», создали сайд-проект под названием «The Duckworth Lewis Method» и записали два альбома в жанре поп-музыки, песни из которых во многом посвящены крикету (само название группы тоже отсылает к одному из методов математического моделирования ситуации в крикете).
Кроме этого, Хэннон известен как автор музыки и песен к фильмам и сериалам. В частности, его композиции звучат в фильмах «Амели», «Автостопом по галактике», «Незванные», «Боже, помоги девушке» и «Корпорация «Святые моторы». Среди сериалов его работы звучали в «Отец Тед», «Компьютерщики», «Доктор Кто». В 2021 году было озвучено, что Хэннон станет композитором фильма «Вилли Вонка», который должен выйти в 2023 году.
В 2012 году на сцене театра Ковент-Гарден, в рамках проекта «OperaShots», была поставлена первая опера Хэннона «Sevastopol». Проект предлагал музыкантам из других сфер попробовать себя в жанре оперы. В качестве литературного источника Хэннон выбрал Севастопольские рассказы Льва Толстого, действие которого происходит во время обороны Севастополя в 1854-55 годах в рамках Крымской войны. Критики положительно оценили дебют, заметив, что опера оказалась ближе по духу к «Отверженным», нежели к современным произведениям; опера названа «красивой, лиричной и местами очень трогательной», так же был отмечен удачный симбиоз современного звучания и оркестровых партий. Второй оперной работой стала музыка к постановке «In May» на текст немецкого автора Франка Алвы Бюхелера, поставленная в Глазго в 2014 году. В этом же году Хэннон представил публике органный концерт, премьера которого состоялась в Royal Festival Hall.

## Личная жизнь
В первом браке (1999 — 2007) Нил Хэннон был женат на Орле Литл, в браке родилась дочь Уиллоу. Сейчас Хэннон женат на музыкантке Кэти Уиллоу, вместе с которой возглавляет благотворительную зоозащитную организацию «My Lovely Horse Rescue».